# 渡島・檜山地方
渡島・檜山地方（おしま・ひやまちほう）は日本の都道府県の一つ、北海道における地域区分である。

## 概要
渡島総合振興局（函館市）と檜山振興局（檜山郡江差町）の管内。日胆（日高振興局と胆振総合振興局の管内）や後志総合振興局管内の全部または一部を含まない狭義の「道南」は完全に同じ地域区分である。令制国の区分では、渡島国全域と後志国南西部（瀬棚郡今金町・久遠郡せたな町・奥尻郡奥尻町）および胆振国の西端（山越郡長万部町全域と二海郡八雲町の東部）に当たる。

## 行政における使用例
北海道庁
北海道総合振興局設置条例では旧渡島支庁・檜山支庁よりそれぞれ再編された渡島総合振興局・檜山振興局とも地方自治法第155条における「支庁」として対等の関係を有しているが「広域で所管することが望ましい業務」に関しては渡島総合振興局が檜山管内においても業務を担当する。
気象庁
函館地方気象台が渡島・檜山の両管内を所管しており、気象情報における地域区分の一つとして「渡島・檜山地方」を使用している。なお、同気象台の所管区域における地方区分では2005年（平成17年）に旧檜山支庁の爾志郡熊石町と旧渡島支庁の山越郡八雲町が合併して成立した二海郡八雲町が渡島管内となり、檜山管内が南北に分断されて以降も八雲町西部の旧熊石町域を「檜山地方」に含めている。

## 渡島・檜山地方の概念
渡島半島の全域および奥尻島、松前大島（無人島）・松前小島（同）が含まれる。

### 交通
自動車のナンバープレートは、函館運輸支局より「函館」ナンバーが発行される。

### 選挙区
衆議院議員総選挙における小選挙区は、渡島・檜山管内の全域を以て北海道第8区を形成している。中選挙区制時代の北海道第3区（定数3）も同じ区域であった。
北海道議会の選挙区では函館市（定数6）、北斗市（定数1）、渡島管内の郡部（定数2）、檜山管内全域（定数1）がそれぞれ設定されている。

### マスメディア
ブロック紙の北海道新聞では函館支社（発行支社）を置き渡島管内の木古内・森・八雲、檜山管内の江差・せたなに支局を設置している。また、地域紙として函館新聞が存在するが営業区域は函館市と北斗市の一部に留まっている。
テレビ・ラジオ放送は函館山テレビ・FM放送所を基幹送信所として、NHKは函館放送局のエリアに属する。渡島管内でも長万部町など内浦湾に面した北東部では室蘭市測量山からの電波を受信しており、室蘭放送局の基幹送信所と併設する形で渡島中継局が設置されている。